# Adolf Aschenbrenner
Adolf Leopold Aschenbrenner (17. dubna 1841 Bílina – 7. března 1909 Česká Lípa) byl rakouský a český advokát a politik německé národnosti, v 2. polovině 19. století poslanec Českého zemského sněmu.

## Biografie
V 70. letech 19. století se zapojil i do zemské politiky. V doplňovacích volbách v září 1871 byl zvolen na Český zemský sněm za městskou kurii (obvod Šluknov – Ehrenberg – Haňšpach). Mandát obhájil ve volbách v roce 1872. Uvádí se tehdy jako advokát v České Lípě. Uspěl i ve volbách v roce 1878 za týž obvod. Patřil mezi německé liberály (takzvaná Ústavní strana, liberálně a centralisticky orientovaná, odmítající federalistické aspirace neněmeckých etnik).
Na sněmu po jistou dobu vedl referát pro reformu pozemkových knih. V letech 1876–1877 byl členem zemského výboru.
Zemřel v březnu 1909. Pohřební obřad se konal v krematoriu v německém městě Gotha.